# Feigneux
Feigneux – miejscowość i gmina we Francji, w regionie Hauts-de-France, w departamencie Oise.
Według danych na rok 1990 gminę zamieszkiwało 425 osób, a gęstość zaludnienia wynosiła 37 osób/km² (wśród 2293 gmin Pikardii Feigneux plasuje się na 590. miejscu pod względem liczby ludności, natomiast pod względem powierzchni na miejscu 351.).